# Große Bäckerstraße
Die Straße Große Bäckerstraße liegt im Stadtzentrum von Lüneburg. 

## Lage
Die Straße verläuft in Nord-Süd-Richtung vom Platz Am Markt in Richtung Am Sande und verbindet so mit der Kleinen Bäckerstraße die wichtigsten Plätze Lüneburgs miteinander. Die Große Bäckerstraße beginnt an der nordöstlichen Ecke des Platzes Am Markt und verläuft bis zur Ecke Untere Schrangenstraße/Glockenstraße, hier geht sie in die Kleine Bäckerstraße über. Westlich zweigt die Apothekenstraße ab, östlich die Straße An den Brodbänken und die Münzstraße. Fußwege zweigen östlich zur Zollstraße und zum Glockenhof ab. Die Länge der Straße beträgt 230 Meter. Die Nummerierung beginnt im Norden der Straße an der westlichen Seite und verläuft auf der östlichen Seite zurück.

## Geschichte
Die Große Bäckerstraße wurde das erste Mal im Jahre 1306 als „Platea pistorum“ urkundlich erwähnt. Ab 1431 unterschied man dann zwischen Großer und Kleiner Bäckerstraße. Seit 1968 ist die Große Bäckerstraße Fußgängerzone, es war die erste in Lüneburg.

## Baudenkmale
| Lage                                               | Bezeichnung             | Beschreibung | ID       | Bild           |
| -------------------------------------------------- | ----------------------- | --- | -------- | -------------- |
| Große Bäckerstraße 1 53° 14′ 59″ N, 10° 24′ 31″ O  | Wohn- und Geschäftshaus | Zum Haus gehören ein Hofflügel mit der ID 30646760 und ein Hintergebäude mit der ID 30649235                                                            | 30674101 |                |
| Große Bäckerstraße 2 53° 14′ 59″ N, 10° 24′ 31″ O  | Wohnhaus                | | 30651909 |                |
| Große Bäckerstraße 4 53° 14′ 58″ N, 10° 24′ 31″ O  | Wohnhaus                | Zum Haus gehören ein Hofflügel mit der ID 30647031 und ein Hintergebäude mit der ID 30649367                                                            | 30651929 |                |
| Große Bäckerstraße 5 53° 14′ 58″ N, 10° 24′ 31″ O  | Wohnhaus                | Zum Haus gehören ein Hofflügel mit der ID 30646760, ein Hofflügel mit der ID 30647968 und ein Hintergebäude mit der ID 30667759                         | 30649367 |                |
| Große Bäckerstraße 8 53° 14′ 57″ N, 10° 24′ 31″ O  | Wohnhaus                | | 30656969 |                |
| Große Bäckerstraße 9 53° 14′ 56″ N, 10° 24′ 31″ O  | Ratsapotheke            | | 30656989 |                |
| Große Bäckerstraße 9 53° 14′ 56″ N, 10° 24′ 30″ O  | Hofflügel               | | 30646537 | BW             |
| Große Bäckerstraße 10 53° 14′ 56″ N, 10° 24′ 31″ O | Wohn-/Geschäftshaus     | Zum Haus gehört ein Hintergebäude mit der ID 30687529                                                                                                   | 30657015 |                |
| Große Bäckerstraße 11 53° 14′ 55″ N, 10° 24′ 31″ O | Wohnhaus                | | 30673873 |                |
| Große Bäckerstraße 12 53° 14′ 55″ N, 10° 24′ 31″ O | Wohnhaus                | Zum Haus gehört ein Hofflügel mit der ID 30646601 | 30657040 |                |
| Große Bäckerstraße 13 53° 14′ 54″ N, 10° 24′ 31″ O | Wohnhaus                | | 30673855 |                |
| Große Bäckerstraße 14 53° 14′ 54″ N, 10° 24′ 31″ O | Wohnhaus                | | 30673837 |                |
| Große Bäckerstraße 15 53° 14′ 54″ N, 10° 24′ 31″ O | Wohnhaus                | Zum Haus gehören ein Hofflügel mit der ID 30647605 | 30673837 |                |
| Große Bäckerstraße 16 53° 14′ 54″ N, 10° 24′ 33″ O | Wohnhaus                | | 30673837 |                |
| Große Bäckerstraße 17 53° 14′ 55″ N, 10° 24′ 33″ O | Wohnhaus                | | 30673891 |                |
| Große Bäckerstraße 18 53° 14′ 55″ N, 10° 24′ 32″ O | Wohnhaus                | Zum Haus gehört ein Hintergebäude mit der ID 30647473                                                                                                   | 30652009 |                |
| Große Bäckerstraße 19 53° 14′ 55″ N, 10° 24′ 32″ O | Wohnhaus                | Zum Haus gehört ein Hofflügel mit der ID 30646719 | 30673916 |                |
| Große Bäckerstraße 20 53° 14′ 56″ N, 10° 24′ 33″ O | Wohnhaus                | | 30673935 |                |
| Große Bäckerstraße 21 53° 14′ 56″ N, 10° 24′ 33″ O | Wohnhaus                | Zum Haus gehört ein Hofflügel mit der ID 30646696 | 30657093 |                |
| Große Bäckerstraße 22 53° 14′ 56″ N, 10° 24′ 33″ O | Wohn-/Geschäftshaus     | | 30673959 |                |
| Große Bäckerstraße 23 53° 14′ 57″ N, 10° 24′ 33″ O | Wohn-/Geschäftshaus     | Zum Haus gehört ein Hofflügel mit der ID 30646960 | 30652029 |                |
| Große Bäckerstraße 24 53° 14′ 57″ N, 10° 24′ 33″ O | Wohn-/Geschäftshaus     | Zum Haus gehört ein Hofflügel mit der ID 30646628 | 30652048 |                |
| Große Bäckerstraße 25 53° 14′ 57″ N, 10° 24′ 33″ O | Wohn-/Geschäftshaus     | | 30652067 |                |
| Große Bäckerstraße 26 53° 14′ 58″ N, 10° 24′ 33″ O | Wohn-/Geschäftshaus     | | 30687255 |                |
| Große Bäckerstraße 26 53° 14′ 58″ N, 10° 24′ 34″ O | Hofflügel               | | 30646938 | BW             |
| Große Bäckerstraße 26 53° 14′ 58″ N, 10° 24′ 35″ O | Reithaus                | | 30687505 |                |
| Große Bäckerstraße 27 53° 14′ 58″ N, 10° 24′ 33″ O | Wohnhaus                | | 30673977 |                |
| Große Bäckerstraße 28 53° 14′ 59″ N, 10° 24′ 33″ O | Wohnhaus                | | 30673997 |                |
| Große Bäckerstraße 29 53° 14′ 59″ N, 10° 24′ 33″ O | Wohnhaus                | | 30674020 |                |
| Große Bäckerstraße 30 53° 15′ 0″ N, 10° 24′ 33″ O  | Wohnhaus                | Das Haus wurde Ende des 16. Jahrhunderts erbaut. Der Giebel ist ein Dreiecksgiebel mit einem Aufsatz. Zum Haus gehört ein Hofflügel mit der ID 30646648 | 30674043 | Weitere Bilder |
| Große Bäckerstraße 33 53° 15′ 1″ N, 10° 24′ 32″ O  | Wohnhaus                | Das Haus liegt gegenüber dem Rathaus am Platz Am Markt Ecke An den Brodbänken. Erbaut ca. 1880.                                                         | 30657164 | Weitere Bilder |